# Scott Pilgrim prend son envol
 (novembre 2023).
La mise en forme du texte ne suit pas les recommandations de Wikipédia : il faut le « wikifier ».
Les points d'amélioration suivants sont les cas les plus fréquents. Le détail des points à revoir est peut-être précisé sur la page de discussion.
- Les titres sont pré-formatés par le logiciel. Ils ne sont ni en capitales, ni en gras.
- Le texte ne doit pas être écrit en capitales (les noms de famille non plus), ni en gras, ni en italique, ni en « petit »…
- Le gras n'est utilisé que pour surligner le titre de l'article dans l'introduction, une seule fois.
- L'italique est rarement utilisé : mots en langue étrangère, titres d'œuvres, noms de bateaux, etc.
- Les citations ne sont pas en italique mais en corps de texte normal. Elles sont entourées par des guillemets français : « et ».
- Les listes à puces sont à éviter, des paragraphes rédigés étant largement préférés. Les tableaux sont à réserver à la présentation de données structurées (résultats, etc.).
- Les appels de note de bas de page (petits chiffres en exposant, introduits par l'outil «  Source ») sont à placer entre la fin de phrase et le point final[comme ça].
- Les liens internes (vers d'autres articles de Wikipédia) sont à choisir avec parcimonie. Créez des liens vers des articles approfondissant le sujet. Les termes génériques sans rapport avec le sujet sont à éviter, ainsi que les répétitions de liens vers un même terme.
- Les liens externes sont à placer uniquement dans une section « Liens externes », à la fin de l'article. Ces liens sont à choisir avec parcimonie suivant les règles définies. Si un lien sert de source à l'article, son insertion dans le texte est à faire par les notes de bas de page.
- La présentation des références doit suivre les conventions bibliographiques. Il est recommandé d'utiliser les modèles {{Ouvrage}}, {{Chapitre}}, {{Article}}, {{Lien web}} et/ou {{Bibliographie}}. Le mode d'édition visuel peut mettre en forme automatiquement les références.
- Insérer une infobox (cadre d'informations à droite) n'est pas obligatoire pour parachever la mise en page.

Pour une aide détaillée, merci de consulter Aide:Wikification.
Si vous pensez que ces points ont été résolus, vous pouvez retirer ce bandeau et améliorer la mise en forme d'un autre article.
Scott Pilgrim prend son envol est une série télévisée d'animation développée par Bryan Lee O'Malley et Ben David Grabinski pour Netflix.
La série est basée sur les romans graphiques de Scott Pilgrim écrits et dessinés par O'Malley, avec l'ensemble de la distribution principale de l'adaptation cinématographique de 2010, Scott Pilgrim vs. the World, reprenant leurs rôles.
Scott Prilgrim prend son envol est un remake du roman graphique et du film. La série est sortie le 17 novembre 2023 et a été acclamée par la critique.

## Résumé
Cette série, qui se déroule à Toronto au Canada, propose une version alternative de la série originale de romans graphiques et du film Scott Pilgrim.
Tout comme dans la série d'origine, Scott Pilgrim, bassiste d'un groupe indépendant, tombe amoureux de Ramona Flowers, une mystérieuse livreuse, ce qui attire l'attention des sept ex maléfiques de Ramona.
Cependant, tout bascule lorsque Scott perd son combat contre le premier ex maléfique de Ramona, Matthew Patel, et ne laisse qu'une poignée de pièces derrière lui symbolisant sa mort.
Les vies de tous, y compris celles des ex maléfiques de Ramona, changent radicalement à la suite de cet événement.
C'est alors que Ramona, refusant la perte de Scott, va penser que Scott pourrait être encore en vie, ce qui la pousse à mener une enquête.

## Épisodes
1. La précieuse petite vie de Scott Pilgrim (Scott Pilgrim's Precious Little Life)
2. Une équipe hors du commun (A League of Their Own)
3. Ramona loue une vidéo (Ramona Rents a Video)
4. Peu importe (Whatever)
5. Lumière, moteur… Étincelles ?! (Lights. Camera. Sparks?!)
6. Qui est coupable ? (Whodidit)
7. Scott Pilgrim au carré (2 Scott 2 Pilgrim)
8. Le monde contre Scott Pilgrim (The World vs. Scott Pilgrim)

## Distribution
La majorité des acteurs de la VO reprennent leurs rôles du film Scott Pilgrim vs. the World sorti en 2010.

### Voix originales
- Michael Cera : Scott Pilgrim
  - Finn Wolfhard : Scott Pilgrim ado
  - Will Forte : Vieux Scott Pilgrim / Encore plus vieux Scott Pilgrim
- Mary Elizabeth Winstead : Ramona Flowers / Vieille Ramona Flowers / Encore plus vieille Ramona Flowers
- Satya Bhabha : Matthew Patel
- Kieran Culkin : Wallace Wells / Vieux Wallace Wells
- Chris Evans : Lucas Lee
- Anna Kendrick : Stacey Pilgrim
- Brie Larson : Natalie « Envy » Adams (dialogues)
  - Emily Haines : Natalie « Envy » Adams (chants)
- Alison Pill : Kimberly « Kim » Pine
- Aubrey Plaza : Julie Powers
- Brandon Routh : Todd Ingram
- Jason Schwartzman : Gideon Graves / Gordon Goose
- Johnny Simmons : Neil « Young » Nordegraf
- Mark Webber : Stephen Stills
- Mae Whitman : Roxanne « Roxie » Richter
- Ellen Wong : Knives Chau
- Julian Cihi : les jumeaux Kyle et Ken Katayanagi
- Kristina Pesic et Ingrid Hass : Sandra et Monique
- Shannon Woodward : Hollie
- Kevin McDonald : Edgar Wrong
- Stephen Root : les Nanomachines
- Kirby Howell-Baptiste : l'agent de Lucas / une actrice dans un film dans l'émission
- Griffin Newman : un acteur dans un film dans l'émission / majordome
- Tony Oliver : First A.D.
- Ryan Simpkins : fille d'ardoise
- Nelson Franklin : documentariste
- Michael Bacall : fan d'Envy #4
- Bowen Yang et Matt Rogers : les potins télévisés
- Simon Pegg et Nick Frost : les agents de la sécurité des studios
- Kal Penn : l'avocat de Matthew Patel
- "Weird Al" Yankovic : l'annonceur du documentaire
- Metric : lui-même

### Voix françaises
- Hervé Grull : Scott Pilgrim
  - Emmanuel Gradi : le vieux Scott Pilgrim / encore plus vieux Scott Pilgrim
- Ingrid Donnadieu : Ramona Flowers
- Juan Llorca : Matthew Patel
- Alexis Tomassian : Wallace Wells
- Tony Marot : Lucas Lee
- Karine Foviau : Stacey Pilgrim
- Karl-Line Heller : Nathalie V. « Envy » Adams
- Aurore Bonjour : Kim Pine
- Cécile D’Orlando : Julie Powers
- Emmanuel Garijo : Todd Ingram
- Fabrice Josso : Gideon Graves / Gordon Goose
- Dimitri Rougeul : Neil « Young » Nordegraf
- Franck Lorrain : Stephen Stills
- Sara Chambin : Roxie Richter
- Victor Niverd : Kyle Katayanagi
- Maxime Hoareau : Ken Katayanagi
- Lily Rubens : Knives Chau
- Caroline Ami Burgues, Laurent Blanpain, Julien Chatelet, Anais Delva, Joséphine Demay, Karine Foviau, Rémi Gutton, Nathalie Homs, Anna Lauzeray Gishi, Léana Montana, Benoît Fort, Julien Mior, Bruno Méyère : Voix additionnelles

## Production

### Développement

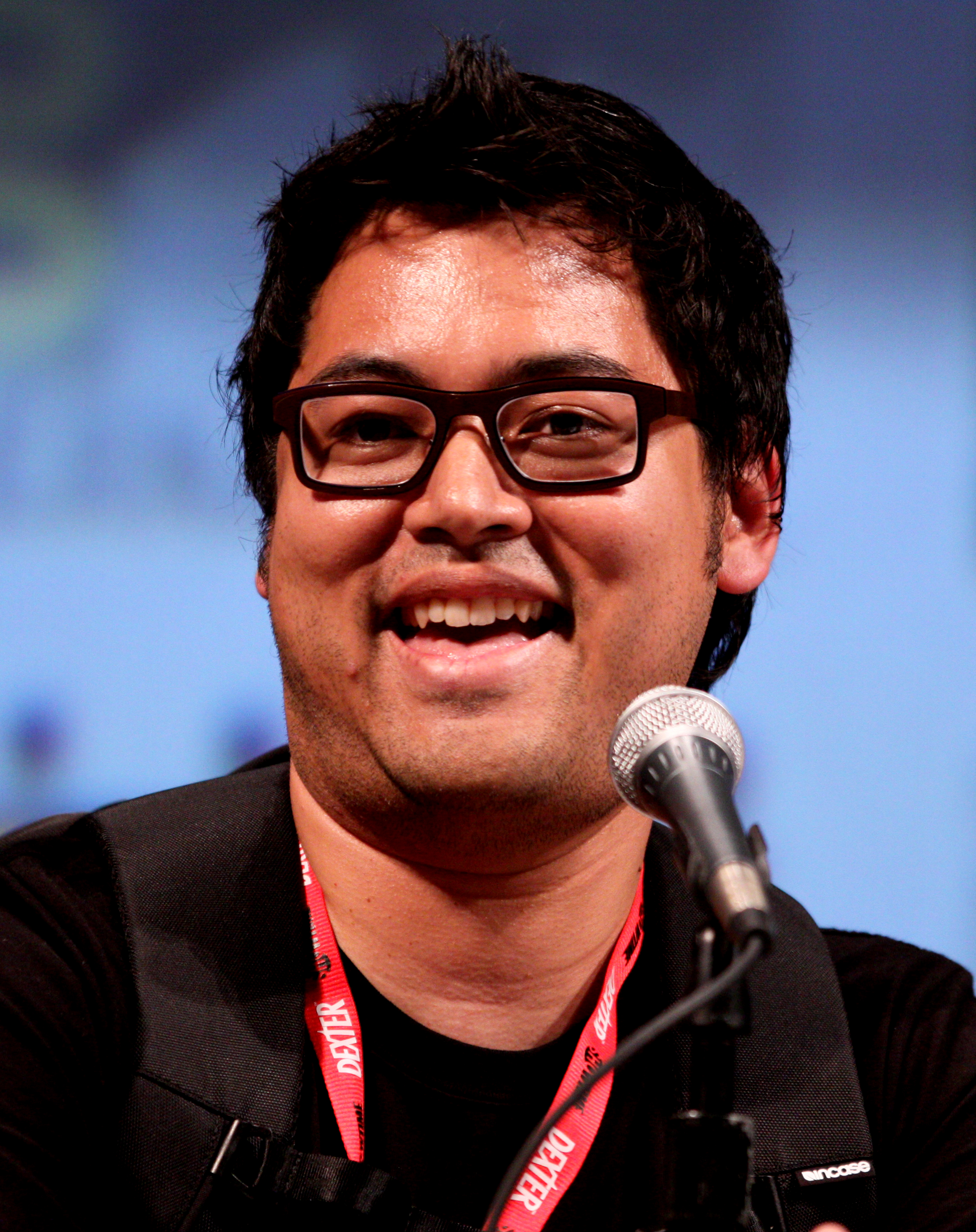
Bryan Lee O'Malley a créé la série de romans graphiques et est co-showrunner

En 2018, Jared LeBoff avait approché Edgar Wright pour lui demander s'il serait intéressé à la realisation d'un nouveau projet de Scott Pilgrim. Puis, début 2019, LeBoff a contacté O'Malley pour faire un anime de Scott Pilgrim avec le studio Science Saru. O'Malley n'était pas intéressé à l'époque, car il ne souhaitait pas raconter le récit de manière identique à la série originale et n'avait « ni histoire ni motivation ». En 2020, O'Malley et Grabinski ont présenté une histoire qui commence de la même manière que la même histoire, mais dévie lors du combat avec Patel. UCP et Netflix ont donné leur feu vert à l'idée. En janvier 2022, il a été rapporté que Netflix et Universal Content Productions développaient une série animée basée sur les romans graphiques Scott Pilgrim de Bryan Lee O'Malley; à l'époque, Netflix avait commandé plusieurs autres projets d'anime et d'animation basés sur des propriétés populaires. O'Malley a été annoncé comme directeur de série, scénariste et producteur exécutif aux côtés de BenDavid Grabinski, sous la direction de l'animateur Abel Góngora. Edgar Wright et Michael Bacall, qui ont réalisé et écrit l'adaptation cinématographique en direct de 2010, Scott Pilgrim vs. the World, ont également été impliqués dans l'anime et sont producteurs exécutifs. La production d'animation est assurée par le studio d'animation japonaise, Science Saru. En mars 2023, il a été annoncé que la série avait officiellement reçu le feu vert, Wright notant qu'elle élargissait l'univers de Scott Pilgrim.

### Distribution
Le 30 mars 2023, Netflix a publié une vidéo d'annonce de la  distribution, confirmant que les acteurs du film de 2010 reprendraient leurs rôles,. Wright avait rassemblé les acteurs pour le film et les avait tous convaincus de revenir pour l'anime. Il a déclaré en affirmant que le choix des acteurs et le travail sur le film étaient « Une des réalisations les plus fières et agréables de sa carrière ». Ils s'étaient déjà réunis pour les événements du 10e anniversaire, l'équipe étant apparemment ravie d'avoir un autre projet à créer dans l'univers de Scott Pilgrim,. Shota et Keita Saito, les acteurs qui ont incarné les jumeaux Katayanagi dans des rôles non parlants dans le film, n'ont pas été mentionnés dans l'annonce de la distribution; il a été ensuite annoncé que Julian Cihi prêterait sa voix aux deux jumeaux. La production a confirmé que d'autres acteurs seraient annoncés ultérieurement.

### Scénarisation
Lorsque O'Malley et Grabinski ont commencé à écrire la série, ils voulaient capturer l'esprit de la bande dessinée et du film, tout en actualisant les choses au cours des deux décennies qui ont suivi la publication originale de la bande dessinée.
Certains de ces changements incluent le changement du travail de Ramona de livreuse pour de DVD pour Netflix plutôt que pour Amazon et également le développement des histoires des ex-maléfiques.

### Musique
La musique de la série est composée par Joseph Trapanese et Anamanaguchi, ce dernier ayant déjà composé pour l'adaptation en jeu vidéo du film.
Le thème musical de l'émission, "Bloom", est interprété par le groupe de rock japonais Necry Talkie. "What's a Girl to do ?" de Cristina, "Breathless" de X, " A-Punk " de Vampire Weekend, " You Shouldn't Like Me " de Tegan & Sara, " United States of Which " de Liam Lynch, " Ring of Fire " de Johnny Cash, " Si vous pouviez lire dans mes pensées " de Stars on 54, " Kidnapped by Neptune " de Scout Niblett, " Scott Pilgrim " de Plumtree, " Police Truck " de Dead Kennedys, " Konya Wa Hurricane " de Kinuko Oomori et '' Techno Syndrome " de The Immortals est également de la partie.

## Sortie
Wright a publié sur les réseaux sociaux que sa sortie était « imminente » le 30 mars 2023, tout en discutant du casting. Netflix a annoncé en août que la série sortirait le 17 novembre 2023 et comprendrait huit épisodes,.

## Réception
Sur le site Rotten Tomatoes, 98 % des 48 avis critiques sont positifs, avec une note moyenne de 8.2/10. Le consensus du site Web se lit comme suit : « En conservant l'esprit du film original tout en se traçant une nouvelle voie, Scott Pilgrim décolle dans le milieu de l'animation et s'envole ». Sur Metacritic, la série a un score de 82/100, basé sur 20 critiques, indiquant des critiques « universellement acclamées ».
Dans une critique, Maya Phillips du New York Times a exprimé son mécontentement à l'égard de l'œuvre, ciblant spécifiquement son histoire et son humour. Mme Phillips a décrit les intrigues comme « fades » et les blagues comme « ternes ».